# جاش کارمایکل
جاش کارمایکل (انگلیسی: Josh Carmichael؛ زادهٔ ۲۷ سپتامبر ۱۹۹۴) بازیکن فوتبال اهل بریتانیا است.
از باشگاه‌هایی که در آن بازی کرده‌است می‌توان به باشگاه فوتبال گوسپورت بورو، باشگاه فوتبال تورکی یونایتد، و باشگاه فوتبال ای‌اف‌سی بورنموث اشاره کرد.
وی همچنین در تیم‌های ملی فوتبال Scotland national under-16 football team و Scotland national under-19 football team بازی کرده‌است.